# Josip Krznarić
Josip Krznarić (Karlovac, 7 gennaio 1993) è un calciatore croato, centrocampista del Krka.